# Ctenolophon parvifolius
Ctenolophon parvifolius là một loài thực vật có hoa trong họ Ctenolophonaceae. Loài này được Oliv. mô tả khoa học đầu tiên năm 1873.